# Baby Huey
Baby Huey è un personaggio immaginario dei cartoni animati creato da Martin Taras per Paramount Pictures e Famous Studios.

## Caratteristiche
Baby Huey è un gigantesco e infantile paperotto che si comporta come un bambino. Una volpe affamata vuole tentare di mangiarlo, ma Baby Huey la sconfigge sempre.